# Заречное (Мелитопольский район)
Заречное (укр. Зарічне) — посёлок,
Терпеньевский сельский совет,
Мелитопольский район,
Запорожская область,
Украина.
Население — 466 человек (2001 год).
Рядом с посёлком находится памятник садово-паркового искусства парк «Элита».

## Географическое положение

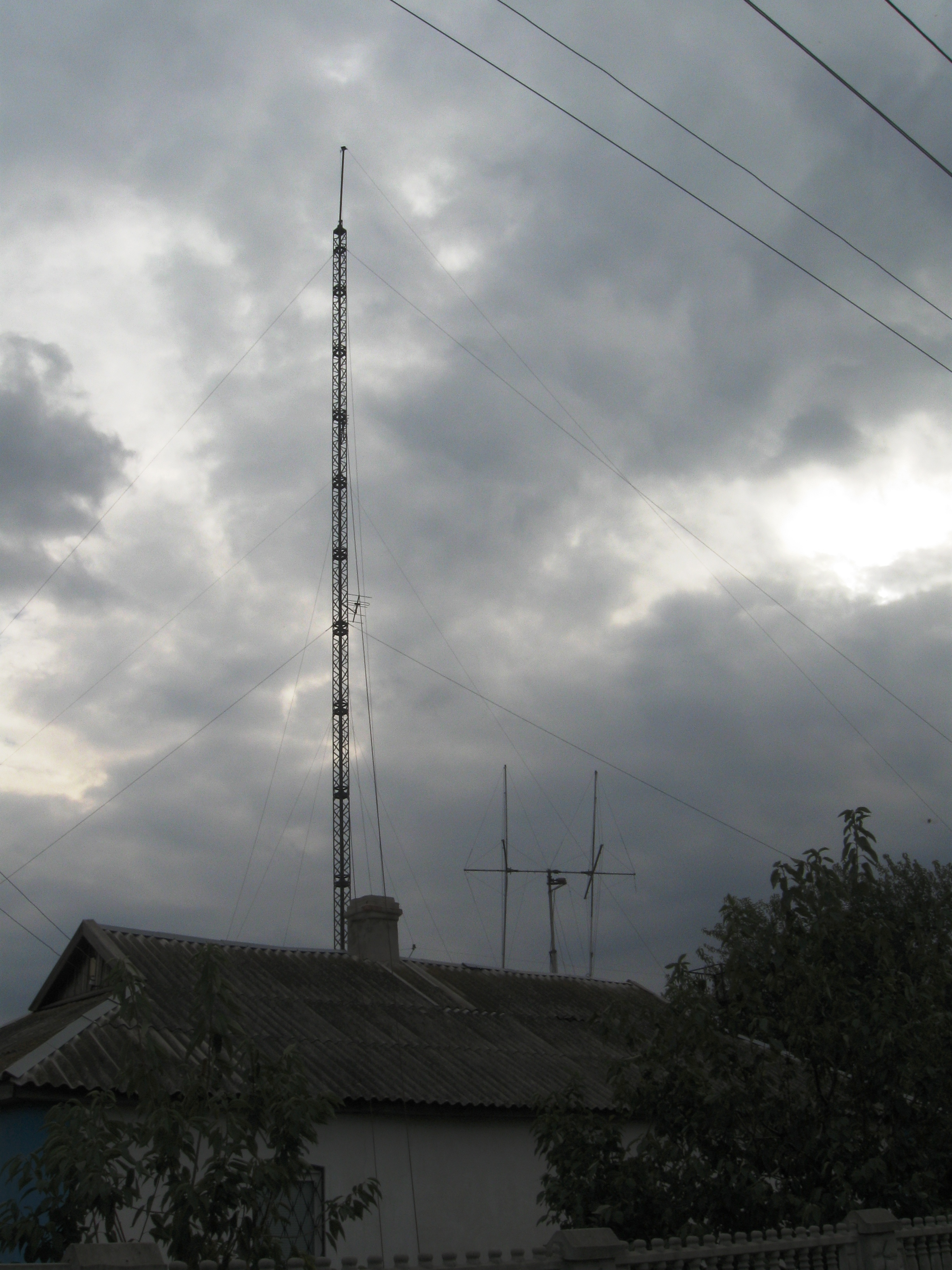
36-метровая военная радиомачта "Унжа" во дворе у сельского радиолюбителя.

Посёлок Заречное находится на левом берегу реки Юшанлы, которая через 1,5 км впадает в реку Молочная,
выше по течению на расстоянии в 3 км расположено село Береговое,
на противоположном берегу находится село Травневое,
на противоположном берегу реки Молочная — село Терпенье.
Через посёлок проходит автомобильная дорога Т-0401.

## История

### Сарматы
У посёлка были раскопаны сарматские погребения. В одной из могил были обнаружены останки молодой девушки-воина. Рядом с ней лежали боевой пояс, горит-сайдак со стрелами и два наконечника копий. На шее девушки были бусы, на руках – браслеты-повязки из серебра и бронзы. Вход в погребальную камеру молодой амазонки был закрыт деревянным щитом.
В другом кургане, находящемся неподалёку, было найдено погребение ещё одной амазонки, относящееся к рубежу нашей эры. Рядом с погребённой снова лежали предметы вооружения (меч, копьё, стрелы) и туалета (кольца, шпильки, зеркальце, флаконы для благовоний).

### Ногайцы
В первой половине XIX века в районе нынешнего Заречного жили ногайцы, где-то неподалёку располагался ногайский аул Аккермень. После Крымской войны 1853—56 года ногайцев обвинили в симпатиях к Турции, и началась кампания по их выселению из России. Ногайцы были вынуждены за бесценок продать свои земли немецким колонистам из соседних меннонитских сёл, и уехать в Турцию. А название Аккермень сохранилось за новыми немецкими фермами и поместьями, которые теперь стали сёлами Проминевского сельского совета.

### Реймергоф
На территории Заречного находилась усадьба богатого меннонитского землевладельца Г. Г. Реймера, называвшаяся Реймергоф (Hoff по-немецки двор). Меннонитские хозяйства такого типа в 1880—1890-е годы представляли собой довольно крупные капиталистические сельхозпредприятия, широко применявшие наёмный труд и различную сельхозтехнику (сеялки, жнейки, сенокосилки, паровые молотилки) и постепенно вытеснявшие традиционные помещичьи хозяйства с рынка производства зерна. В конце 1880-х годов у своей усадьбы Г. Г. Реймер заложил парк площадью 7—8 гектаров, положивший начало нынешнему парку «Элита».

### Поместье Классена
В конце XIX века Реймергоф перешёл в собственность братьев Классен. Старая усадьба Г. Г. Реймера в современном Заречном и прилегающая к ней половина земли досталась Генриху Абрамовичу Классену, а юго-восточная часть земельных владений, современное село Луговое — его брату Давиду Абрамовичу. Г. А. Классен построил в своём имении новый большой дом и расширил парк до площади 13 га. В Реймергофе он владел тысячей десятин угодий, часть из которых сдавал в аренду. Особое внимание в поместье уделялось разведению породистых лошадей, некоторые из которых даже были куплены для императорских конюшен.
Во время гражданской войны семья Классена, спасаясь от участившихся нападений на богатые хутора, переехала в Гальбштадт. В 1918 году Классены на короткое время вернулись в своё поместье, когда Украина была оккупирована австро-германской армией, а Реймергоф служил штаб-квартирой 1-го Бамбергерского уланского полка. Г. А. Классен умер в 1923 году, а его семья эмигрировала в Канаду и Германию.

### Село Заречное
Согласно сайту Верхорной Рады Украины, нынешний посёлок Заречное был основан в 1906 году под названием Аккермень. В советские годы на территории посёлка действовал совхоз «Аккермень». Книга «Мелітопільщина в екскурсіях» И. П. Курило-Крымчака (1931 год) советовала заехать в госплемхоз «Аккермень», чтобы увидеть корову Мрию, поставившую мировой рекорд по суточному удою молока. Корова, выведенная методами племенной селекции, весила 548 кг и давала 61,5 л молока в сутки.
На германской военной карте 1943 года ничего, кроме совхоза, на территории посёлка не обозначено. Не упоминается Аккермень также и в справочнике по административно-территориальному делению СССР за 1947 год.
Своё нынешнее название посёлок Заречное получил в 1958 году.

## Экономика
- Сырцех «Элита» (ЧП «Маргарян»)

## Объекты социальной сферы
- Начальная школа. Заречнянская общеобразовательная школа I ступени расположена по адресу ул. Первомайская, 47. В школе 3 класса, 12 учеников и 2 сотрудника. Язык преподавания украинский. Директор — Шереметьева Светлана Анатольевна[8].

## Достопримечательности

### Парк «Элита»
На окраине Заречного в долине реки Юшанлы находится парк «Элита». Парк был заложен в конце 1880-х годов Г. Г. Реймером и сильно расширен в конце XIX — начале XX века новым хозяином поместья Г. А. Классеном. В парке собрано более 70 сортов деревьев и кустарников, многие из которых были диковинными для наших мест. Семена и саженцы для парка брались из Бердянского лесничества и даже выписывались из-за границы. В парке росли платаны, каштаны, липы, длинная аллея пирамидальных дубов вела к берёзовойроще, берега пруда украшали группки берёзы и ольхи. На пруде была лодочная станция, а за прудом располагалось фамильное кладбище Классенов. К южному краю парка примыкали фруктовый сад и огород.
У дороги, соединявшей Терпенье с меннонитскими колониями, стояло имение Классена. В плане оно представляло собой квадрат, в основании которого находился господский дом Классена, похожий на средневековый немецкий замок, а по сторонам квадрата — хозпостройки: конюшня, коровник и свинарник, птичник, амбар. У въезда в имение находилось здание школы и старый господский дом Реймера, прежнего хозяина усадьбы. В центре двора была пробита артезианская скважина, вода которой использовалась для хозяйственных нужд, а также для наполнения паркового пруда. На другой стороне дороги располагались общежитие и кухня для рабочих, здесь же находились их огороды.
В настоящее время парк «Элита» объявлен памятником садово-паркового искусства. На окраине парка сохраняются остатки разрушенной усадьбы барона фон Классена.

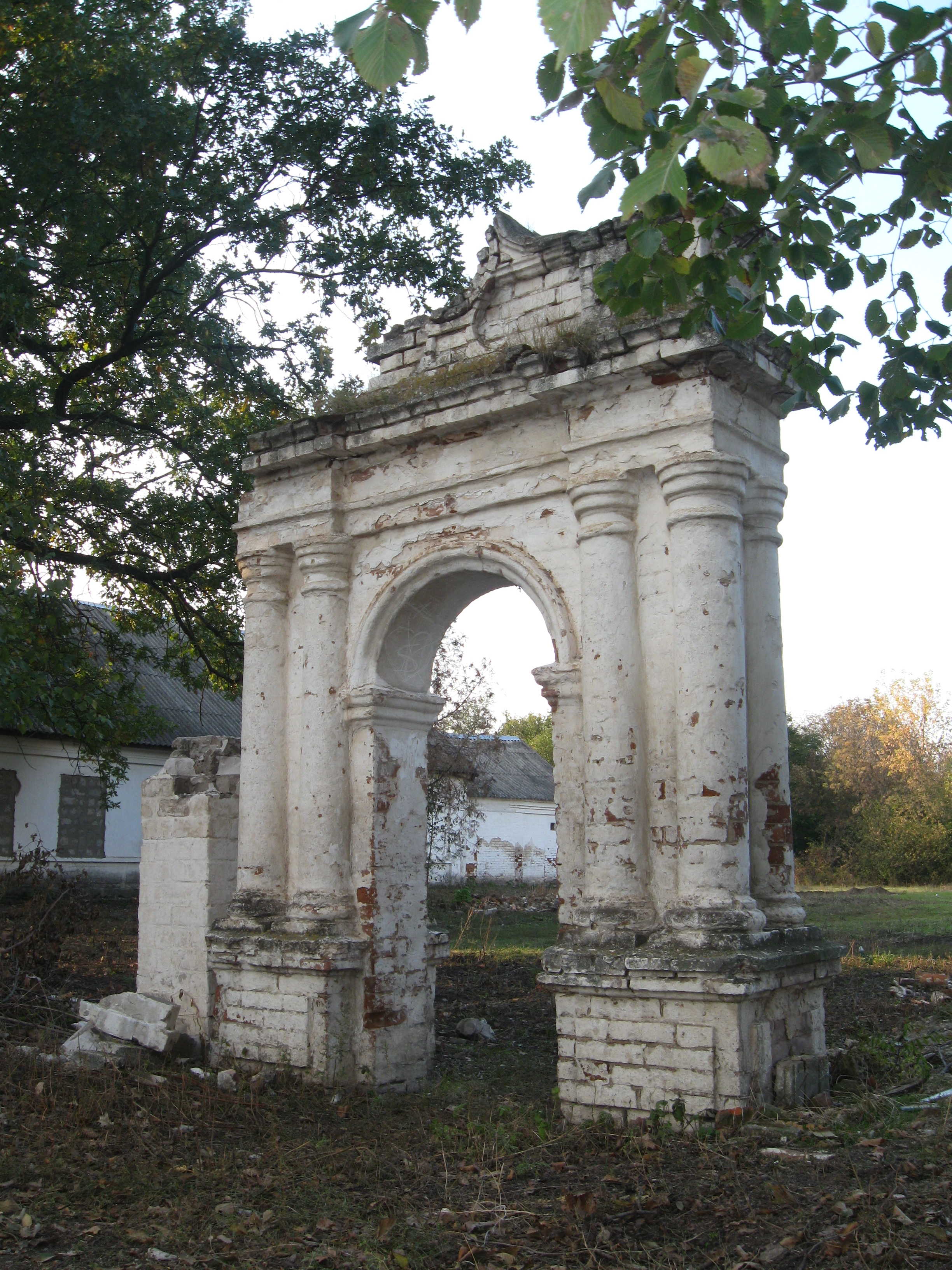
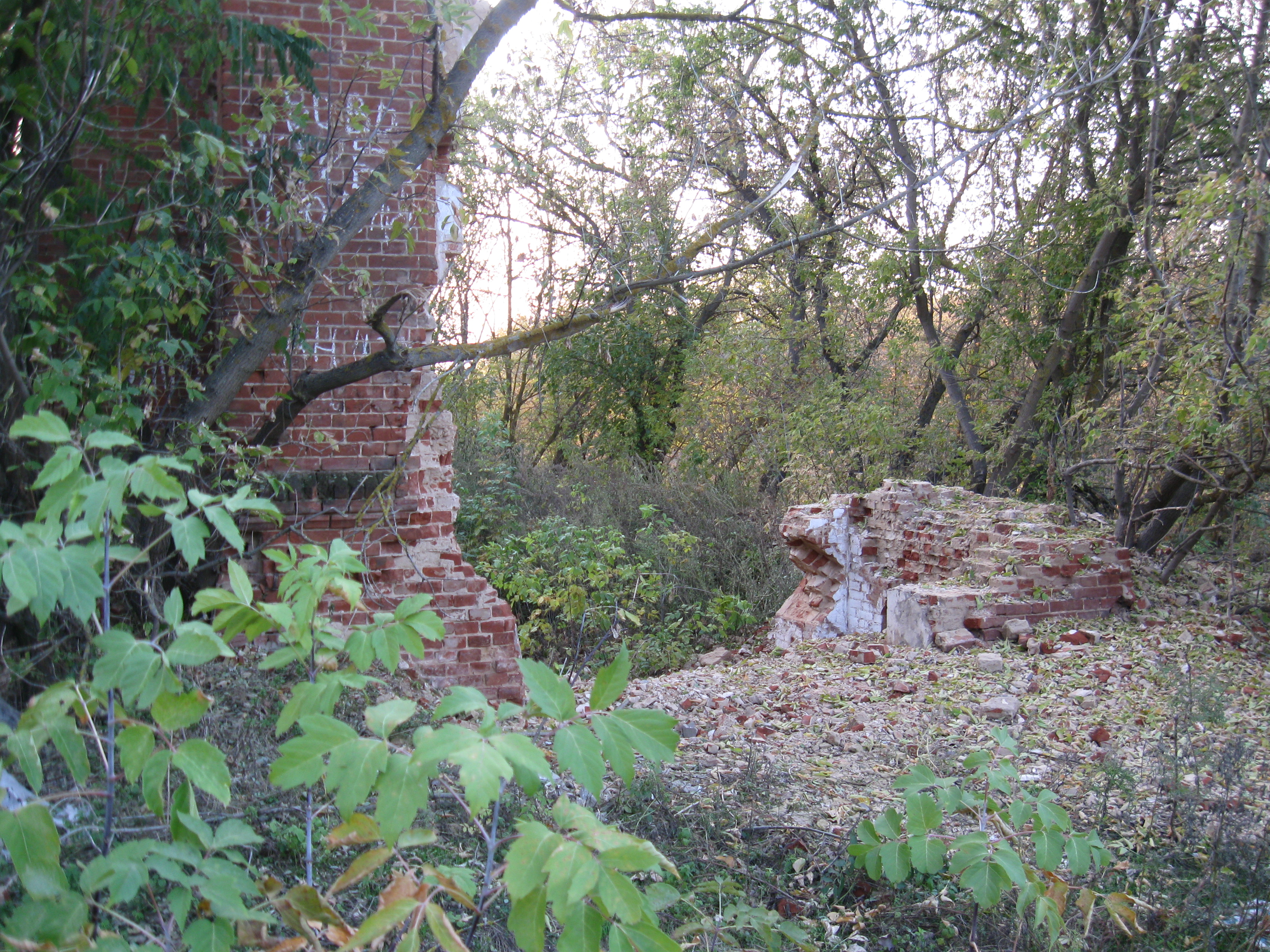
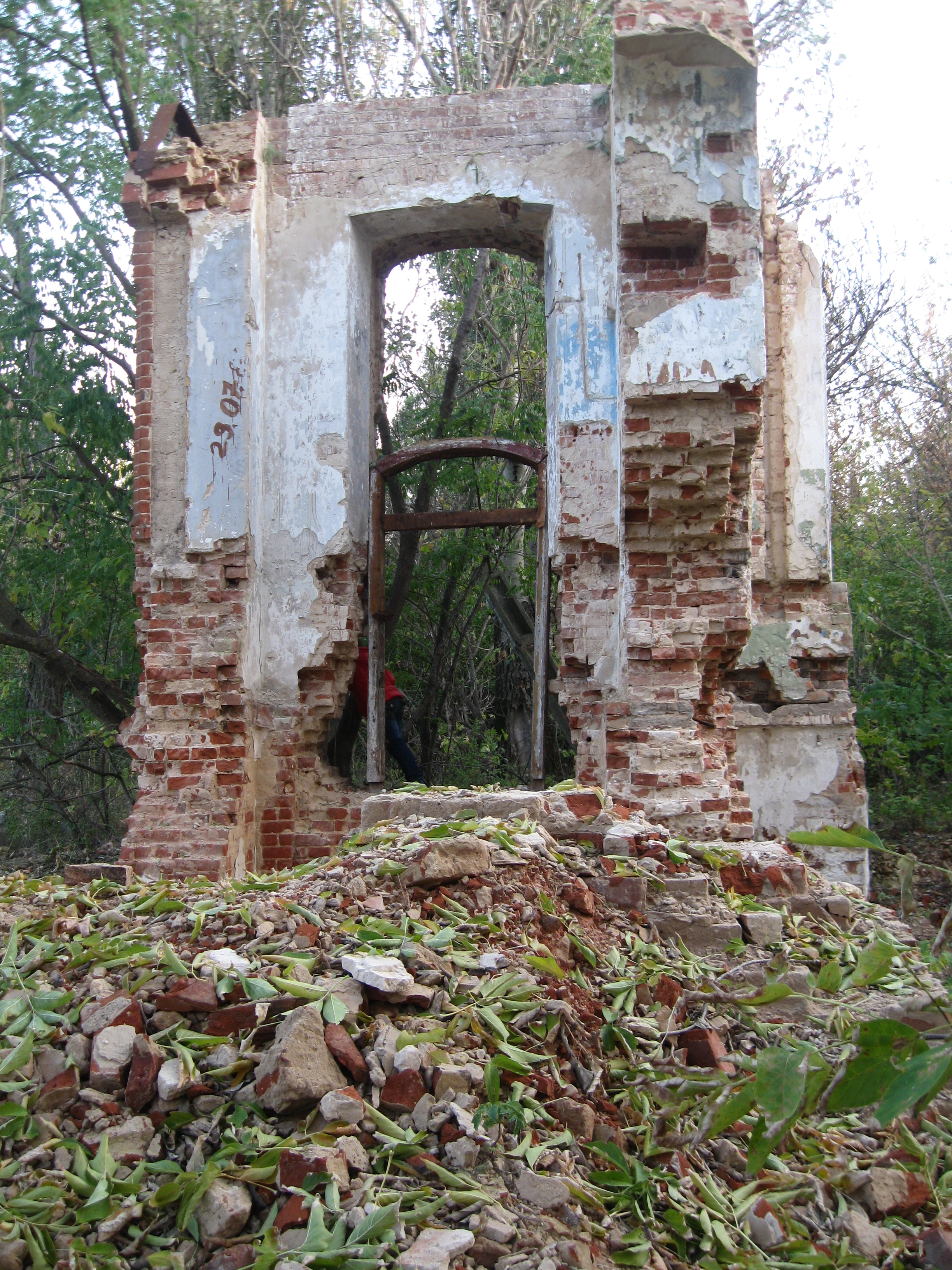
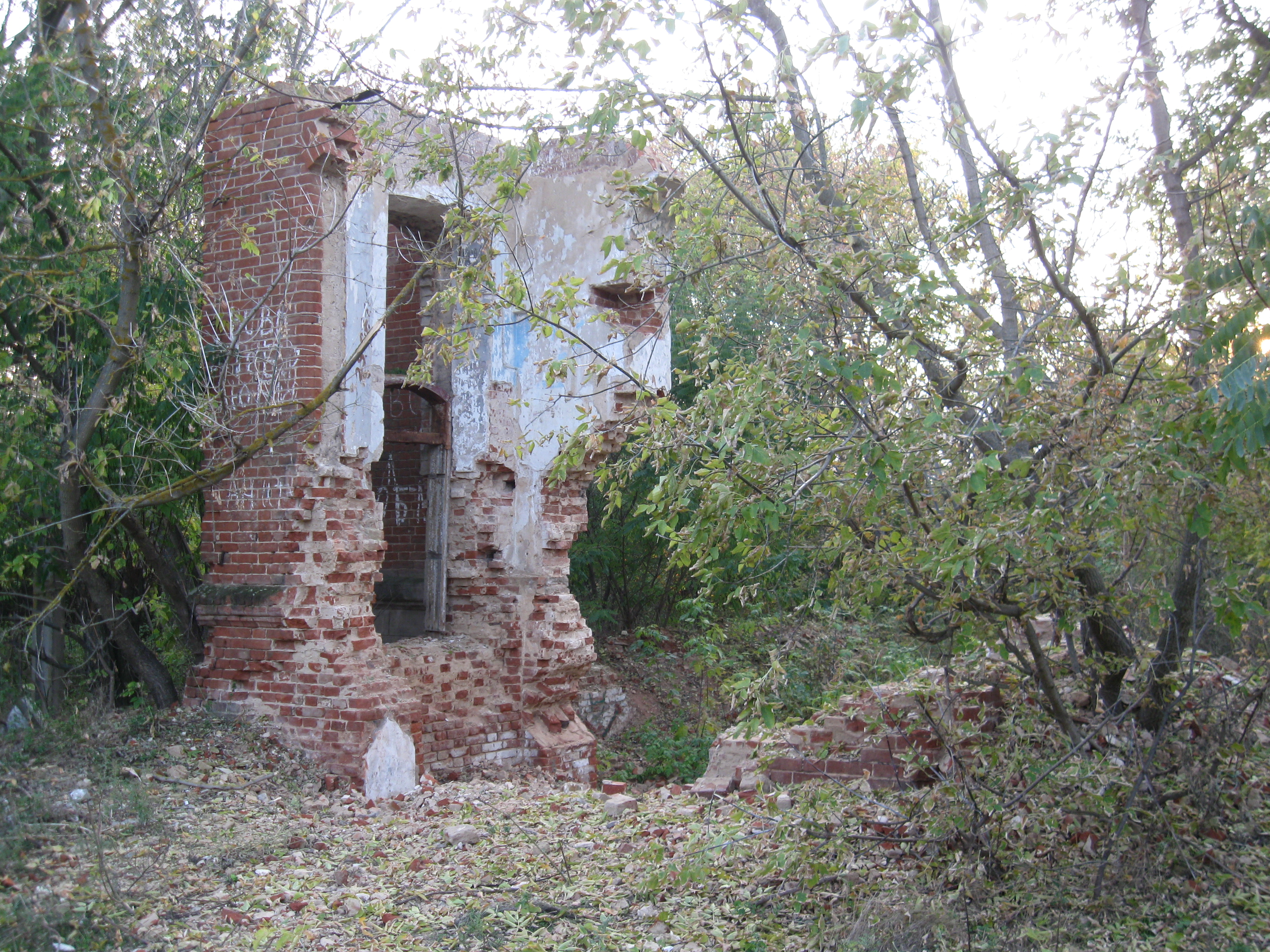
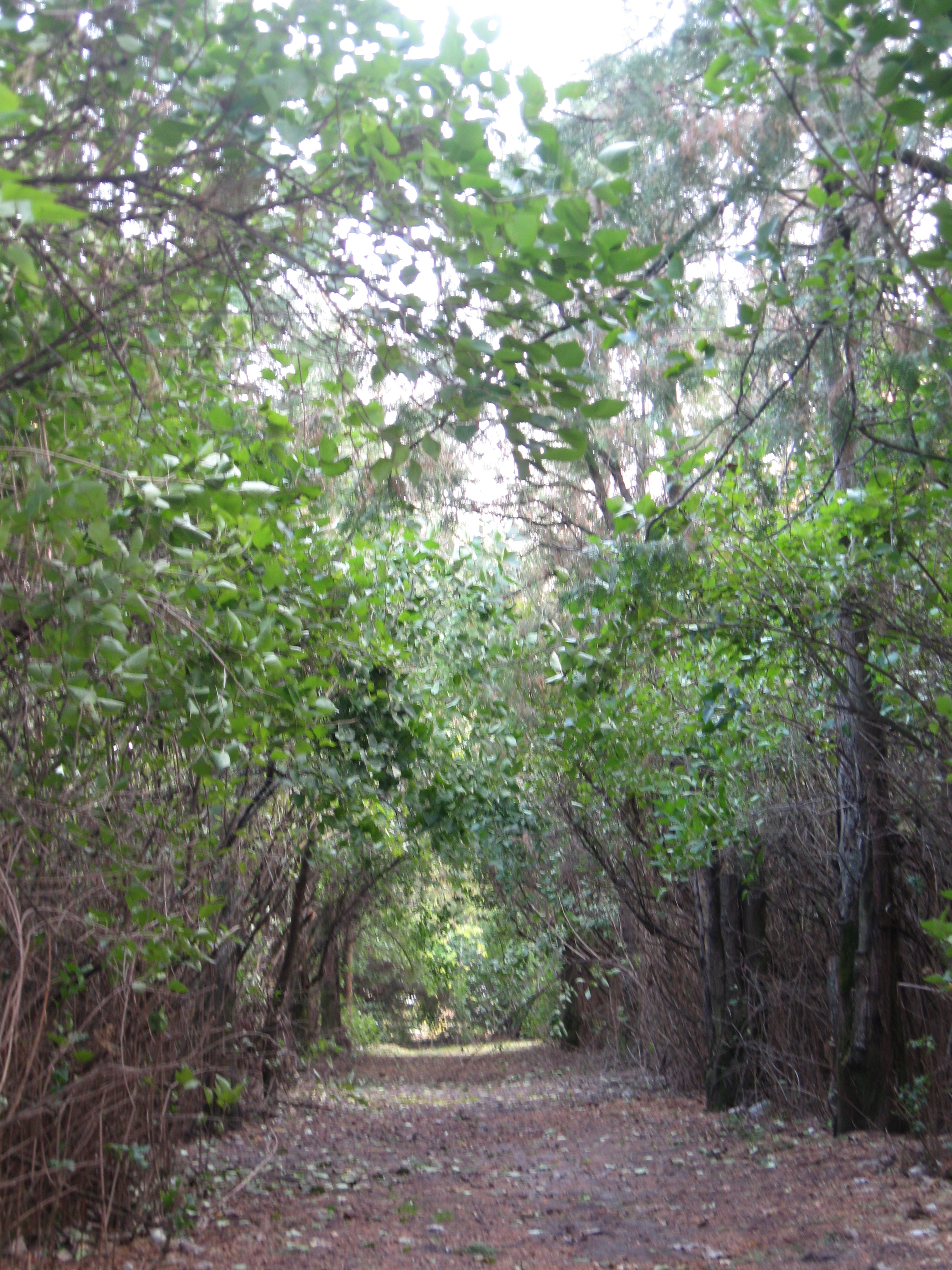

## Известные жители
- Генрих Генрихович Реймер — меннонитский землевладелец, заложивший парк в селе Заречном[3].
- Генрих Абрамович Классен (8 сентября 1866 – 1923) — землевладелец и предприниматель, хозяин имений Реймергоф (село Заречное) и Мариенская (в нынешней Донецкой области), брат Давида Абрамовича Классена. При Классене в Заречном был расширен и обустроен парк, построена новая усадьба[3].
- Мария (Мика) Штауффенберг (Мариенская, 5 февраля 1900 – Зигмаринген, 13 сентября 1977) — дочь Г. А. Классена, жена Бертольда фон Штауффенберга (англ.), участника заговора 20 июля 1944 года — покушения на жизнь Гитлера[3].